# Versura
Versura war ein italienisches Flächenmaß in der Provinz Apulien im Königreich Neapel.
- 1 Versura = 6 Catana/Catena/Kette = 60 Quadrat-Passi = 420 Palmi = 276 1/7 Pariser Quadratfuß = 29 1/7 Quadratmeter[1] (= 28,777144 Quadratmeter[2])
- 1 Caro = 20 Versure[3]